# Islas Crowlin
Las islas Crowlin (en inglés: Crowlin Islands y (en gaélico escocés, Na h-Eileanan Cròlainneach) son un grupo de tres pequeña islas deshabitadas, localizadas en el grupo de las Hébridas Interiores, en Escocia. Se encuentran ubicadas entre la isla de Skye y la península de Applecross, en Mainland.
Las islas son:
- Eilean Mòr (isla grande)
- Eilean Meadhanach (isla mediana)
- Eilean Beag (isla pequeña)

Aunque las excavaciones paleontológicas en Eilean Mòr muestran evidencias de asentamientos humanos en el Mesolítico hace 8.000 años, las islas permanecen deshabitadas desde 1920.
- Datos: Q783776
- Multimedia: Crowlin Islands / Q783776